# Blackburn Rovers Football Club
Il Blackburn Rovers Football Club, spesso abbreviato in Blackburn Rovers o Blackburn, è una società calcistica inglese con sede nella città di Blackburn, nel Lancashire. Milita in Championship, la seconda divisione del campionato inglese di calcio.
Disputa le sue partite casalinghe ad Ewood Park (31.367 posti).
Fondato nel 1875, il Blackburn Rovers ha trascorso 72 stagioni nella massima divisione del campionato inglese di calcio. È membro fondatore della Football League, di cui entrò a far parte nel 1888. Insieme ad Aston Villa e Everton è uno dei tre club che sono stati membri fondatori di Football League e Premier League. Nel 1890 si trasferì ad Ewood Park.
Nella sua bacheca figurano 3 campionati inglesi, 6 Coppe d'Inghilterra e una Coppa di Lega inglese. Il Blackburn è inoltre l'unica squadra che ha vinto tre Coppe d'Inghilterra consecutive.
Il motto del club è Arte et Labore.

## Storia

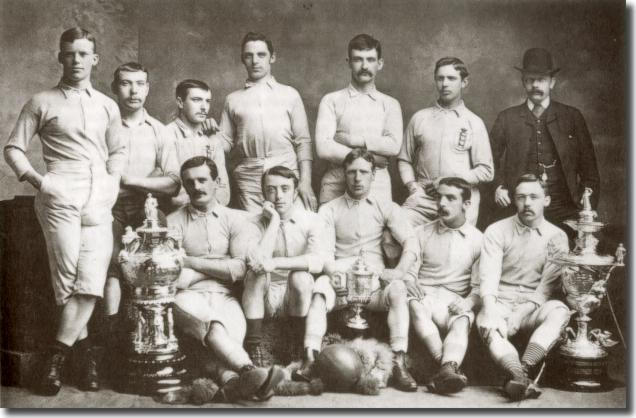
Il Blackburn nel 1883, anni della piramide di Cambridge

### Esordi
Il Blackburn Rovers Football Club fu fondato al Leger Hotel di Blackburn il 5 novembre 1875. L'incontro decisivo per la costituzione della squadra fu organizzato da due giovani, John Lewis e Arthur Constantine, già allievi della Shrewsbury School. La prima partita giocata dal Blackburn si tenne a Church, villaggio del Lancashire, il 18 dicembre 1875 e terminò con il risultato di 1-1.
Il 28 settembre 1878 il Blackburn divenne uno dei 23 membri fondatori della Lancashire Football Association. Il 1º novembre 1879 esordì in FA Cup, giocando contro il Tyne A.F.C. e battendolo per 5-1, prima di uscire al terzo turno a causa di una pesante sconfitta contro il Nottingham Forest (6-0).

### I successi dellapiramide di Cambridge
Il 29 marzo 1884 il club vinse per la prima volta la FA Cup battendo in finale gli scozzesi del Queen's Park per 2-1. Si ripeté l'anno successivo, vincendo per 2-0 contro i medesimi rivali e mettendo così in bacheca la seconda coppa nazionale, e nel 1886, battendo per 2-0 nella ripetizione della finale il West Bromwich. Grazie ai tre successi consecutivi in FA Cup il club fu insignito di uno speciale trofeo d'argento.
Nel 1885-1886 il Blackburn passò al professionismo e nel 1888 fu tra i fondatori della Football League.
Per lungo tempo rappresentò una delle squadre di riferimento del calcio britannico. Fu infatti la prima formazione di alto livello ad adottare la tattica della piramide di Cambridge: uno schema 2-3-5 che visualizzava sul campo una piramide (o meglio un triangolo) rovesciata, avente la sua base nella linea dei cinque attaccanti affiancati e il vertice nel portiere. Questo modulo, che portò il club a vincere, oltre ai trofei già citati, due altre Coppe d'Inghilterra negli anni Novanta dell'Ottocento (1889-1890, con il 6-1 in finale contro lo Sheffield Weds, e 1890-1891, con il 3-1 in finale contro il Notts County), divenne universalmente noto e fu adottato e imitato in tutto il mondo sino all'avvento del sistema, negli anni trenta del Novecento.

### Inizi del Novecento
Nei primi anni del XX secolo la squadra visse un periodo buio, ma i risultati migliorarono gradualmente. Nel 1905 a Ewood Park fu aggiunta la copertura della Tribuna Darwen per un costo di 1680 sterline e il giorno di Capodanno del 1907 fu inaugurata la Tribuna Nuttall.
Nei primi decenni del Novecento il Blackburn Rovers era ancora una squadra egemone nel campionato inglese. Campione di First Division nel 1911-1912 e nel 1913-1914, vinse nuovamente la FA Cup nel 1927-1928, battendo per 3-1 in finale 3-1 l'Huddersfield Town, ma quello sarebbe rimasto l'unico trofeo importante di lì a quasi 70 anni.

### Metà del Novecento
Negli anni successivi il Blackburn conobbe vicissitudini sportive che la condussero a frequentare le serie minori: dal 1966 al 1992 la squadra navigò tra la seconda e la terza divisione inglese.
Nel 1963-1964 una memorabile vittoria per 8-2 in casa del West Ham Utd nel giorno di Santo Stefano del 1963, che issò i Rovers in vetta alla classifica del campionato, alimentò fugaci speranze di ritorno alla gloria, subito spente a causa di una crisi di risultati che fece precipitare il club in posizioni più basse della graduatoria, per poi chiudere al settimo posto. Nel 1966 il Blackburn retrocesse in seconda serie, iniziando un periodo di 26 anni di assenza dal massimo livello del calcio inglese.

### Anni '70 e '80
Negli anni '70 il Blackburn navigò tra seconda e terza divisione. Nel 1975 si aggiudicò il titolo di terza divisione e tornò in serie cadetta, ma non riuscì mai a inserirsi nella lotta per la promozione in massima serie. La situazione addirittura peggiorò, fino alla nuova retrocessione in terza serie del 1979.
La società fu acquistata alla fine degli anni ottanta dal locale magnate dell'acciaio Jack Walker, che investì ingenti somme nel miglioramento del club. Dopo la promozione del 1980, il Blackburn ha sempre militato nelle prime due divisioni del campionato. Il club sfiorò il ritorno in massima serie nel 1981, penalizzato solo dalla differenza reti, e nel 1985.

### Anni '90 e ritorno in massima serie
Gli sforzi di Walker furono premiati con la promozione in Premier League per la stagione 1991-1992.
Nelle prime due stagioni in massima serie, sotto la guida dell'ex tecnico scozzese del Liverpool Kenny Dalglish, la squadra si classificò al 4º e al 2º posto, per poi giungere alla conquista del titolo nazionale nel 1994-1995 dopo 82 anni senza trofei vinti. L'incontro decisivo si giocò ad Anfield Road contro il Liverpool il 14 maggio 1995. Nonostante la sconfitta per 2-1, i Rovers misero in bacheca il titolo grazie al pareggio del Manchester United, diretta rivale, in casa contro il West Ham United. In quella stagione il cannoniere Alan Shearer fu capace di mettere a segno 34 reti in 42 partite.
Da quell'anno i Rovers non sono più riusciti a ripetersi e nel 1998-1999, dopo appena quattro anni dalla vittoria del campionato, la squadra non riuscì ad evitare la retrocessione in First Division.

### Anni 2000
Jack Walker morì all'inizio della stagione 2000-2001. Il club dedicò al suo presidente il ritorno in Premier League, che giunse al termine di quella stagione sotto la guida di Graeme Souness, in carica dal marzo 2000. Nel 2002 i Rovers si aggiudicarono la prima Coppa di Lega inglese della loro storia, battendo il Tottenham Hotspur per 2-1 al Millennium Stadium di Cardiff. La vittoria valse la qualificazione in Coppa UEFA, dove il Blackburn fu eliminato dal Celtic poi finalista perdente della manifestazione. L'annata seguente si concluse con il sesto posto e una nuova qualificazione in UEFA.
Ceduti gli idoli Damien Duff e David Dunn, sostituiti dall'ala australiana Brett Emerton e dal centrocampista Steven Reid, il Blackburn si avviò a disputare un campionato 2003-2004 senza grandi speranze di ripetere l'annata appena trascorsa, ma gli arrivi di Lorenzo Amoruso e Barry Ferguson, difensori dei Rangers, suscitarono qualche aspettativa tra i tifosi. Ciononostante la squadra iniziò a inanellare una serie di sconfitte casalinghe che ne misero in pericolo la permanenza in massima divisione. Grazie a 4 vittorie nelle ultime 6 partite la salvezza fu conquistata con il 15º posto finale, replicato l'anno dopo sotto la guida di Mark Hughes, già calciatore del Blackburn qualche anno prima. Nel 2005-2006 il club, rinforzatosi con l'acquisto dell'attaccante gallese Craig Bellamy, conseguì un brillante sesto posto in Premier, qualificandosi in Coppa UEFA per la terza volta in cinque anni, per la sesta volta dal 1994.
Nell'estate 2006 il partente Bellamy fu sostituito dalla punta del Porto Benni McCarthy. L'annata vide i Rovers giungere in semifinale di FA Cup, dove furono sconfitti dal Chelsea dopo i tempi supplementari. Il Blackburn aveva eliminato anche Arsenal e Manchester City. In campionato la squadra di Hughes giunse decima, con McCarthy autore di ben 18 gol. La compagine di Blackburn ebbe accesso all'Intertoto, competizione che sfruttò al meglio, dato che la vinse e si qualificò in Coppa UEFA. Nel campionato 2007-2008 i Rovers, pur avendo investito negli acquisti di Roque Santa Cruz, Maceo Rigters e Gunnar Nielsen, non andarono oltre il 7º posto, mancando la qualificazione in Intertoto. In Coppa UEFA furono eliminati dai greci del Larissa e in FA Cup dal Coventry City. Hughes lasciò l'incarico a maggio e un mese dopo fu rimpiazzato da Paul Ince. Ceduto il portiere Brad Friedel, il club ingaggiò al suo posto Paul Robinson. L'inizio di campionato fu positivo, ma a dicembre Ince fu sollevato dall'incarico dopo una striscia di undici partite senza vittorie. Il club mise sotto contratto Sam Allardyce, che condusse la squadra alla salvezza (15º posto).

### Anni 2010
Il 19 novembre 2010 il gruppo indiano V H Group (Venkateshwara Hatcheries Group) dei fratelli Balaji e Venkatesh Rao rileva il Blackburn Rovers con il nome di Venky's London Limited, formalizza l'acquisto della squadra. L'operazione viene conclusa con un versamento di 54 milioni di sterline (86,3 milioni di euro). Di questi, 20 milioni di sterline sono per l'acquisto delle azioni del club mentre il resto andranno a ripianare i debiti e a rafforzare la squadra. La nuova proprietà rimpiazza l'allenatore Sam Allardyce con Steve Kean.
Il 7 maggio 2012 il club retrocede in Championship con una giornata di anticipo rispetto alla fine del torneo, ponendo fine a 11 anni di militanza ininterrotta nella massima serie inglese.
Dopo cinque anni di militanza nella seconda serie, il 7 maggio 2017, all'ultimo turno del campionato 2016-2017, retrocede in Football League One, il terzo livello del campionato inglese, fatto che non avveniva da 37 anni. Dopo una sola stagione nella terza serie del calcio inglese, il club ottiene la promozione in Championship grazie al secondo posto in classifica. Nelle stagioni seguenti la squadra si stabilizza a centro classifica, ottenendo sempre salvezze tranquille.

## Palmarès

### Competizioni nazionali
- Campionato inglese: 3

1911-1912, 1913-1914, 1994-1995
- Coppa d'Inghilterra: 6

1883-1884, 1884-1885, 1885-1886, 1889-1890, 1890-1891, 1927-1928
- Coppa di Lega inglese: 1

2001-2002
- Charity Shield: 1

1912
- Full Members Cup: 1

1986-1987
- Campionato inglese di seconda divisione: 1

1938-1939
- Third Division: 1

1974-1975

### Competizioni giovanili
- FA Youth Cup: 1

1958-1959

## Statistiche

### Competizioni nazionali
| Livello | Categoria                    | Partecipazioni | Debutto   | Ultima stagione | Totale |
| ------- | ---------------------------- | -------------- | --------- | --------------- | ------ |
| 1°      | Football League              | 4              | 1888-1889 | 1891-1892       | 68     |
| 1°      | First Division               | 46             | 1892-1893 | 1965-1966       | 68     |
| 1°      | Premier League               | 18             | 1992-1993 | 2011-2012       | 68     |
| 2°      | Second Division              | 34             | 1936-1937 | 1991-1992       | 49     |
| 2°      | First Division               | 2              | 1999-2000 | 2001-2002       | 49     |
| 2°      | Football League Championship | 13             | 2012-2013 | 2025-2026       | 49     |
| 3°      | Third Division               | 5              | 1971-1972 | 1979-1980       | 6      |
| 3°      | Football League One          | 1              | 2017-2018 | 2017-2018       | 6      |

### Competizioni internazionali
| Competizione          | Trofeo | Debutto   | Ultima stagione | Miglior risultato    | Partecipazioni | G  | V | N | P | RF | RS |
| --------------------- | ------ | --------- | --------------- | -------------------- | -------------- | -- | - | - | - | -- | -- |
| UEFA Champions League |        | 1995-1996 | 1995-1996       | Fase a gironi        | 1              | 6  | 1 | 1 | 4 | 5  | 8  |
| Coppa UEFA            |        | 1994-1995 | 2007-2008       | Sedicesimi di Finale | 6              | 22 | 7 | 8 | 7 | 27 | 26 |
| Coppa Intertoto UEFA  |        | 2007      | 2007            | Terzo turno          | 1              | 2  | 2 | 0 | 0 | 6  | 0  |

## Organico

### Rosa 2024-2025
Aggiornata al 26 settembre 2024.
| N. |                        | Ruolo | Calciatore          |
| -- | ---------------------- | ----- | ------------------- |
| 1  | Inghilterra (bandiera) | P     | Aynsley Pears       |
| 2  | Inghilterra (bandiera) | D     | Callum Brittain     |
| 3  | Inghilterra (bandiera) | D     | Harry Pickering     |
| 4  | Inghilterra (bandiera) | D     | Kyle McFadzean      |
| 5  | Scozia (bandiera)      | D     | Dominic Hyam        |
| 6  | Norvegia (bandiera)    | C     | Sondre Tronstad     |
| 7  | Islanda (bandiera)     | C     | Arnór Sigurðsson    |
| 8  | Inghilterra (bandiera) | C     | Todd Cantwell       |
| 9  | Senegal (bandiera)     | A     | Makhtar Gueye       |
| 10 | Inghilterra (bandiera) | C     | Tyrhys Dolan        |
| 11 | Inghilterra (bandiera) | D     | Joe Rankin-Costello |
| 12 | Ungheria (bandiera)    | P     | Balázs Tóth         |
| 13 | Inghilterra (bandiera) | P     | Joe Hilton          |
| 14 | Austria (bandiera)     | D     | Andreas Weimann     |

| N. |                         | Ruolo | Calciatore              |
| -- | ----------------------- | ----- | ----------------------- |
| 15 | Inghilterra (bandiera)  | D     | Danny Batth             |
| 16 | Inghilterra (bandiera)  | D     | Scott Wharton           |
| 17 | Inghilterra (bandiera)  | D     | Hayden Carter           |
| 19 | Galles (bandiera)       | A     | Ryan Hedges             |
| 20 | Inghilterra (bandiera)  | A     | Harry Leonard           |
| 21 | Inghilterra (bandiera)  | C     | John Buckley            |
| 23 | Giappone (bandiera)     | A     | Yūki Ōhashi             |
| 24 | Galles (bandiera)       | D     | Owen Beck               |
| 27 | Inghilterra (bandiera)  | C     | Lewis Travis (capitano) |
| 33 | Inghilterra (bandiera)  | C     | Amario Cozier-Duberry   |
| 34 | Inghilterra (bandiera)  | P     | Jack Barrett            |
| 42 | Inghilterra (bandiera)  | C     | Lewis Baker             |
|    | Sierra Leone (bandiera) | A     | Augustus Kargbo         |
|    | Nigeria (bandiera)      | A     | Emmanuel Dennis         |